# Abd-ar-Razzagh Samarghandi
Abd-ar-Razzagh Samarghandi (persisch عبدالرزاق سمرقندی, DMG ʿAbd ar-Razzāq Samarqandī; geb. 7. November 1413 in Herat; gest. Juli/August 1482 ebenda), auch Abdur Razzaq Samarqandi oder Abd al Razzak Samarkandi, war ein persischer Historiker. Er verfasste eine Chronik der Geschichte der Mongolen, die den Zeitraum von 1304 bis 1471 umfasst.

## Leben
Abd-ar-Razzagh war ein Sohn von Dschalal ad-din Ishaq, ein aus Samarkand gebürtiger Kadi und Imam am Hof des Timuriden-Herrschers Schāh Ruch. Er wurde zu einem islamischen Gelehrten ausgebildet. Zu seinen Lehrern gehörte sein Vater und sein älterer Bruder Sharif ad-din Abd al-Kahhar. 1429 erhielt er die Lehrbefugnis (Idschāza) durch den Koran-Gelehrten Ibn al-Dschazarī verliehen. Nach dem Tod seines Vaters besuchte er mit seinen älteren Brüdern zunächst zeitweise den Hof von Schāh Ruch. 1437 verfasste er einen Kommentar zu einer Grammatik des schafiitischen Rechtsgelehrten ʿAdud ad-Dīn al-Īdschī, den er vor einer zahlreichen Versammlung Schāh Ruch widmete und daraus auch einige Passagen vorlas. Nun wurde er in den Dienst des Sultans genommen und wie einst sein Vater zum Kadi ernannt. Auch durfte er mit seiner Familie im Palast wohnen und wurde 1439 von den Ulemas des Hofs geprüft, woraufhin er ein entsprechendes Gehalt erhielt.
Im Januar 1442 brach Abd-ar-Razzagh im Auftrag von Schāh Ruch von Herat zu einer diplomatischen Reise nach Indien auf, wo noch einige lokale Fürsten unter der Oberhoheit des Timuriden-Herrschers standen. Zunächst begab er sich zur Insel Hormus im Persischen Golf, wo er zwei Monate verweilte. Dann segelte er mit seinem Gefolge auf zwei vom König von Hormus zur Verfügung gestellten Schiffen ab. Infolge eines schweren Sturms musste er in Maskat und an anderen Orten der arabischen Küste zwischenlanden. Hier wurde er durch die große Hitze und Krankheiten vier Monate festgehalten. Schließlich konnte er seine Seereise fortsetzen und erreichte nach 18 Tagen Kalikut, wo er sich dem dortigen Monarchen (Zamorin) vorstellte. Dieser nahm ihn aber schlecht auf und erlaubte ihm erst nach sechs Monaten auf die Beschwerde des mächtigen Königs von Vijayanagar, wieder die Segel zu setzen. Am 30. April 1443 traf Abd-ar-Razzagh in der Hauptstadt des Reichs von Vijayanagar ein. Der König hätte ihn wohlwollender empfangen, wenn einige damals in Vijayanagar wohnhafte Bürger von Hormus nicht falsche Gerüchte über die Echtheit der Mission des persischen Botschafters verbreitet hätten. Abd-ar-Razzaq erhielt immerhin bei der Abreise einige Geschenke für Schāh Ruch und traf nach dreijähriger Abwesenheit im Dezember 1444 wieder in Herat ein.
1446 begab sich Abd-ar-Razzagh auf Befehl von Schāh Ruch nach Gilan. Bald danach sollte er eine Missionsreise nach Ägypten antreten, doch verhinderte der Tod von Schāh Ruch (1447) die Durchführung dieses Unternehmens. Von 1449 bis 1451 lebte Abd-ar-Razzagh an den Höfen der Timuriden-Herrscher Abd al-Latif Mirza und Abd Allah Mirza in Samarkand. Danach zog er an den Hof des in Herat residierenden Timuriden Abul-Kasim Babur Mirza, dessen Vertrauen er gewann. Er begleitete Babur 1452 bei dessen Marsch gegen Fars und 1454 bei dessen Feldzug gegen den Timuriden Abu Sa'id. Die letztgenannte kriegerische Auseinandersetzung endete nach Kämpfen zwischen den Armeen von Babur und Abu Sa'id nahe Samarkand mit einem zwischen diesen beiden miteinander rivalisierenden Herrschern abgeschlossenen Grenzvertrag. Abu Sa'id erlangte 1458 die Herrschaft über Chorasan und schickte Abd-ar-Razzagh als Gesandten zum Sultan Husain Baikara, der sich der Stadt Gorgan bemächtigt hatte. Abd-ar-Razzagh gelang es, den Sultan zu überreden, dass er Abu Sa'id als Oberherrn anerkannte. 1462 wurde Abd-ar-Razzagh nach Asfuzar gesandt, um dort Steuern festzusetzen. Im Januar 1463 erfolgte seine Ernennung zum Scheich (Verwalter) der Khankah von Shahrukh sowie zum Direktor der Madrasa in Herat. Diese Posten behielt er bis zu seinem Tod im Juli oder August 1482.

## Chronik
Das bekannteste Werk von Abd-ar-Razzagh ist die zwei Bände umfassende, die Geschichte der Mongolen behandelnde Chronik Maṭlaʿ as-saʿdain wa-maǧmaʿ al-baḥrain (مطلع السعدين ومجمع البحرين, ‚Aufgang der zwei Glücksterne und Zusammenfluss der zwei Meere‘). Sie wurde zwischen 1467 und 1471 in persischer Sprache geschrieben. Nach der Einleitung, in der sich der Autor bei seinem Freunden für deren Ermutigung zur Abfassung der Chronik bedankt, setzt die Erzählung mit der kurzen Erwähnung der Geburt (1304) und Thronbesteigung (1316) des Ilkhans Abū Saʿīd ein. Danach wird die Geschichtsdarstellung im ersten Band bis zum Tod Timurs (1405) fortgeführt. Der zweite Band schildert die Kämpfe von dessen Nachfolgen, den Timuriden, bis zum Tod des Sultans Abu Sa'id (1469) und noch spätere Ereignisse bis 1471. In das Werk sind auch Berichte über die diplomatischen Beziehungen der Mongolenherrscher zu den Dynastien der Nachbarreiche wie den Mamluken eingearbeitet.
Die wichtigste Quelle für Abd-ar-Razzaghs Chronik bis zum Jahr 1427 war das historische Werk Zubdat al-Tawārīkh des persischen Geschichtsschreibers Hafiz-i-Abru, das er teilweise mit wörtlicher Anlehnung ausschrieb. So benutzte er etwa dieses Werk für die Darstellung jener bedeutenden Gesandtschaft, die im Auftrag von Schāh Ruch in das damals vom Ming-Kaiser Yongle regierte China reiste und dort von 1419 bis 1422 weilte. Außerdem zog er Moʿīn-al-dīn Moḥammad Yazdī und Sharaf al-Din Ali Yazdi, der eine Zafarnāma betitelte Biographie Timurs verfasste, als Gewährsmänner heran. Für die Zeit von 1427 bis 1471 stellt Abd-ar-Razzaghs Werk eine wichtige Originalquelle dar. Offenbar stützte er sich hier auf eigene Beobachtungen und Forschungen sowie auf die Auswertung von Archivmaterial. Er gibt hier u. a. einen ausführlichen persönlichen Bericht über seine diplomatische Reise nach Indien mit einer interessanten Beschreibung von Vijayanagar.
Handschriften von Abd-ar-Razzaghs Chronik sind in vielen großen europäischen Sammlungen vorhanden, im Orient aber heute selten. A. Navāʾī gab den ersten Band der Chronik heraus (Teheran 1974), Moḥammad Šafīʿ den zweiten Band (Lahore 1941-49). Eine frühe französische Übersetzung fertigte bereits Antoine Galland an; sie blieb aber ungedruckt. Das Werk wurde von späteren Historikern, so von Mīrchānd, häufig als Quelle herangezogen. Weitere Werke von Abd-ar-Razzagh, so eine von ihm erwähnte Geschichtsdarstellung von Herat sowie Gedichte, sind verschollen.